# Villő Kormos
Villő Kormos (Budapest, 2 de agosto de 1988) es una deportista húngara que compitió en saltos de plataforma.
Ganó tres medallas de bronce en el Campeonato Europeo de Natación entre los años 2014 y 2016.

## Palmarés internacional
| Campeonato Europeo | Campeonato Europeo    | Campeonato Europeo | Campeonato Europeo     |
| Año                | Lugar                 | Medalla            | Prueba                 |
| ------------------ | --------------------- | ------------------ | ---------------------- |
| 2014               | Berlín (Alemania)     | Medalla de bronce  | Plataforma 10 m sincro |
| 2015               | Rostock (Alemania)    | Medalla de bronce  | Plataforma 10 m sincro |
| 2016               | Londres (Reino Unido) | Medalla de bronce  | Plataforma 10 m sincro |